# Souleuvre en Bocage
Souleuvre en Bocage – gmina we Francji, w regionie Normandia, w departamencie Calvados. Została utworzona 1 stycznia 2016 roku z połączenia 20 wcześniejszych gmin: Beaulieu, Le Bény-Bocage, Bures-les-Monts, Campeaux, Carville, Étouvy, La Ferrière-Harang, La Graverie, Malloué, Montamy, Mont-Bertrand, Montchauvet, Le Reculey, Saint-Denis-Maisoncelles, Sainte-Marie-Laumont, Saint-Martin-des-Besaces, Saint-Martin-Don, Saint-Ouen-des-Besaces, Saint-Pierre-Tarentaine oraz Le Tourneur. Siedzibą gminy została miejscowość Le Bény-Bocage. W 2013 roku populacja wyżej wymienionych gmin wynosiła 8658 mieszkańców.